# The Human Condition
The Human Condition är den amerikanska artisten Jon Bellions debutalbum. Albumet släpptes den 10 juni 2016 på skivbolagen Visionary Music Group och Capitol Records. Albumet innehöll bland annat singeln "All Time Low".
The Human Condition debuterade på femte plats på Billboard 200 med 40 000 sålda exemplar under den första veckan. Albumet fick den 7 september 2017 guldcertifikat enligt RIAA-certifieringen, vilket innebar att det sålts över 500 000 exemplar.

## Låtlista
| Nr           | Titel                                   | Kompositör                                                           | Producent(er)                                     | Längd |
| ------------ | --------------------------------------- | -------------------------------------------------------------------- | ------------------------------------------------- | ----- |
| 1.           | He Is the Same                          | Jonathan Bellion · Mark Williams · Raul Cubina                       | Bellion · Williams · Volta · Mylon Hayde          | 4:01  |
| 2.           | 80's Films                              | Bellion · Williams · Michael Busbee                                  | Bellion · busbee · Williams · Ross Golan          | 3:36  |
| 3.           | All Time Low                            | Bellion · Travis Mendes · Williams                                   | Bellion · Williams · Volta                        | 3:37  |
| 4.           | New York Soul (Part II)                 | Bellion · Williams · Hayde · Alec Benjamin · Steven Haworth Miller   | Bellion · Williams · Hayde · Volta                | 4:27  |
| 5.           | Fashion                                 | Bellion · Stephan Moccio                                             | Moccio                                            | 3:55  |
| 6.           | Maybe IDK                               | Bellion · Williams · Cubina · Busbee · Fraser T Smith                | Bellion · Smith · Williams · Volta · busbee       | 3:53  |
| 7.           | Woke the Fuck Up                        | Bellion · Rob Knox · Williams · Hayde                                | Bellion · Knox · Williams · Hayde                 | 3:39  |
| 8.           | Overwhelming                            | Bellion · Williams · Cubina · Jonathan Simpson                       | Bellion · Williams · Simpson · Volta              | 2:52  |
| 9.           | Weight of the World (feat. Blaque Keyz) | Bellion · Chris DeStefano · Williams · Ramon Ibanga Jr               | Bellion · DeStefano · Illmind · Williams · Volta  | 4:29  |
| 10.          | The Good in Me                          | Bellion · Williams · Kimberly Perry                                  | Bellion · Williams · Volta                        | 3:43  |
| 11.          | Morning in America                      | Jason Evigan · Sean Douglas · Sam Martin · Ian Kirkpatrick · Bellion | Kirkpatrick · Evigan · Bellion · Williams · Volta | 4:25  |
| 12.          | iRobot                                  | Bellion · Williams · Hayde                                           | Bellion · Hayde · Williams                        | 3:28  |
| 13.          | Guillotine (feat. Travis Mendes)        | Bellion · Williams · Cubina · Mendes                                 | Bellion · Williams · Volta                        | 3:28  |
| 14.          | Hand of God                             | Bellion · Dan Heath · Williams · Cubina                              | Bellion · Heath · Williams · Volta                | 5:37  |
| Total längd: | Total längd:                            | Total längd:                                                         | Total längd:                                      | 55:11 |

## Listplaceringar
| Lista (2016–2017)                   | Position |
| ----------------------------------- | -------- |
| Australien (ARIA)                   | 69       |
| Belgien (Ultratop Flandern)         | 173      |
| Danmark (Hitlisten)                 | 24       |
| Finland (Finlands officiella lista) | 38       |
| Irland (IRMA)                       | 91       |
| Norge (VG-lista)                    | 31       |
| Sverige (Sverigetopplistan)         | 56       |
| USA (Billboard 200)                 | 5        |
| USA (Billboard Vinyl Albums)        | 2        |